# Физические науки
Физи́ческие нау́ки — термин, изредка использующийся для обозначения той части естественных наук, которые не изучают живую природу. К ним относится физика как наука об общих свойствах движения и химия как наука о строении вещества, а также такие науки как астрономия и геология, изучающие конкретные системы. К физическим наукам принадлежит также большое количество междисциплинарных наук: материаловедение, геофизика и т. п.
УДК термина физические науки не использует. Как и другие классификации наук, деление на физические науки и науки о живой природе довольно условное. Некоторые разделы физики и химии, такие как биофизика и биохимия, посвящены изучению биологических объектов. Физические и химические методы широко используются в медицине.
Журнал «Успехи физических наук» провозглашает своей целью публикацию обзорных статей по физике и смежным областям.

## Университеты, предлагающие степени в физических науках
- Открытый Университет (Великобритания)
- Амстердамский Университет